# Pru (actions)
Pour les articles homonymes, voir Pru (homonymie).
Le prix de revient unitaire, souvent abrégé en PRU, correspond au cours moyen d'achat d'une action auquel on ajoute les frais de courtage, éventuellement les frais de report, et la taxe sur les transactions financières. Il permet de définir le coût d'acquisition d'une action à l'unité.
Lorsque les dividendes sont réinvestis dans le rachat d'actions de la société, alors le prix de revient unitaire baisse. Il en est de même lorsque le dividende est payé en actions, ou lorsque des actions gratuites sont attribuées.